# سوویاک (بوگاتیچ)
سوویاک (به صربی: Sovljak) یک منطقهٔ مسکونی در صربستان است که در بوگاتیچ واقع شده‌است. سوویاک ۵۵۴ نفر جمعیت دارد.